# آدم وود
آدم وود (بالإنجليزية: Adam Wood)‏ هو دبلوماسي بريطاني، ولد في 13 مارس 1955.